# Mohammed bin Salman
Mohammed bin Salman bin Abdul Aziz Al Saud (arabisk: محمّد بن سلمان بن عبد العزيز آل سعود, tr. Muḥammad bin Salmān bin ʻAbd al-ʻAzīz Āl Suʻūd; ofte omtalt med sine initialer som MBS eller MbS; født 31. august 1985 i Riyadh, Saudi-Arabien) er Saudi-Arabiens nuværende tronfølger og premierminister. På grund af sin fars alder og dårlige helbred samt sine egne politiske manøvrer anses han for at være Saudi-Arabiens de facto leder.
Mohammed bin Salman er den syvende søn af Saudi-Arabiens kong Salman og sønnesøn af Saudi-Arabiens grundlægger kong Abdul Aziz. Han blev udnævnt til vicekronprins og forsvarsminister, efter at hans far blev konge i 2015, og derefter forfremmet til kronprins i 2017. Mohammed efterfulgte sin far som premierminister i 2022.